# 阿尔比十字军
阿爾比十字軍（Albigensian Crusade），亦稱卡特里派十字軍（Cathar Crusade）（1209年－1229年），是由教宗英諾森三世為剷除法蘭西南部朗格多克的卡特里派所發動的長達二十年的軍事討伐。該十字軍主要是因法蘭西王室指控，因而迅速採取的政治行動，結果導致信仰卡特里派的教徒人數顯著的減少，也使土魯斯伯國重組，使它進入法王的勢力下，並削弱了朗格多克地區鮮明地域文化以及巴塞罗那伯爵的影響力。
卡特里派起源於巴尔干半岛的波格米勒派中的反物質主義改革運動，藉由飢餓的方式，將其視為回歸到基督傳講有關完美、貧困和宣教的教導。這個改革運動是為反對法蘭西南部天主教神職人員經常性的醜聞和放蕩的生活方式。他們在神學思想上屬於二元論，因其在很多方面包含了諾斯底主義。在卡特里派的一些主張中，尤其是他們相信物質世界的本質是邪惡這點，與道成肉身以及天主教聖禮的教義相衝突。這導致了指責他們是諾斯底主義控訴，並引起天主教教會的不悅。在12至13世紀間，他們因在阿爾比城市周邊地區有許多追隨者而以此地聞名。
在1022年至1163年間，卡特里派已經在被八個在當地召開的教會會議所譴責。其中最後一次的會議於都爾召開，宣布所有的卡特里派信徒都應該被監禁，並沒收他們的財產。1179年的第三次拉特朗公會議也重申了這樣的指控。同時，英諾森三世要求卡特里派歸化天主教會的外交努力收效甚微。1208年，教宗英諾森三世的使節皮埃爾·德·卡斯泰爾諾被謀殺後，在質疑土魯斯伯爵雷蒙六世該為此負責的狀況下。教宗英諾森三世發動針對卡特里派的十字軍，並向所有願意響應號召的法蘭西貴族提供卡特里派異端的土地。
1209年至1215年間的十字軍相當地成功，他們征服卡特里派的土地並系統性地瓦解了該改革運動。然而，在1215年至1224年間爆發的一系列起義，使得卡特里派能收復許多失土。而後在1244年，新的一批十字軍重新征服這些地區，並有效地將卡特里派打入地下活動。阿爾比十字軍在道明會和中世紀的宗教裁判所的創建及制度化上起到了關鍵性的作用，道明會會士被指派在城鎮及鄉間頒布天主教會的教導以對抗那些被指控的異端，而宗教裁判所則負責調查異端。這些方針的實施，使得在14世紀中葉，明顯的卡特里派的痕跡已經被根絕，阿爾比十字軍也被視為對卡特里派的種族滅絕。

## 卡特里派神學
基於較早的諾斯底主義，卡特里派的神學思想屬於二元論，信仰兩個相等且可比較的超越（transcendence）原則：即代表善的神，以及代表惡的德謬哥。卡特里派認為物質世界是邪惡的並且是由這樣的德謬哥所創造的，他們又稱德謬哥是「世界的王」（Rex Mundi），認為「世界的王」掌管了所有有形的、混亂的以及強大的事物。卡特里派認為神是完全無形體的，他們將神視為純粹的靈以及完全不受物質玷汙的存在和原則，是愛、秩序及和平的神。而耶穌僅是一位有靈體的天使，在新約聖經中對他的描述只能以託寓式的方式理解。基於物質世界和人體都是由邪惡的原則所創造，他們因而（即便在婚姻中）鼓勵禁慾的生活。並且統治單位無權管理卡特里派信徒，因為這是來自物質世界的權柄，他們拒絕口頭發誓和加入兵役，反對殺動物以及食用肉類。
卡特里派拒絕接受天主教的聖職體制，並將其成員（包括教宗）視為不配、腐敗的。 他們反對天主教會中聖職人員的特殊性，主張不只聖職人員，任何人都能祝聖聖餐並聆聽告解。 同時也反對基督在聖餐禮中存在的說法以及天主教會有關煉獄的教導。
卡特里派發展出自己獨特的聖禮，稱之為「祝聖禮」（consolamentum），以按手在對方頭上的方式，取代天主教中用水的洗禮。 卡特里派認為水是不潔的，因其已經為土地所污染，所以拒絕在儀式上使用水。 這樣的儀式通常在對象臨死前才實施，他們認為這樣能增加得救的機會，因為這項儀式會洗去所有先前的罪，而接受了「祝聖禮」的則被稱為「完美的人」（perfectus）。 在成為「完美的人」以前，卡特里派信徒被鼓勵，但不被強迫遵守禁欲和不食用肉類的教導，然而大部分的信徒並沒有選擇遵守。如果一個人已經接受「祝聖禮」，這些規定就成為強制性的。 這些「完美的人」會經常參與在稱作“endura”的齋戒禮中，並且接受了「祝聖禮」的信徒通常僅喝冷水且不進食，這樣的信仰實踐最終也會導致他們死亡，因此這通常是瀕死的人才會實踐的。 一些來自天主教會的說法指出，如果一名卡特里派信徒在接受「祝聖禮」後身體康復了，那個人會被以窒息的方式殺死，以確保他能進入天堂。這樣的事件有時會發生，不過沒有證據表明這樣的行為會被經常實踐。
儘管卡特里派具有反教權主義的色彩，仍有卡特里派信徒被選為主教和執事。

## 背景
卡特里派屬於中世紀屬靈改革運動的一部分，該運動始自約653年康斯坦丁-西爾瓦努斯將一份福音書的抄本帶入亞美尼亞起，在後續數個世紀中多個反對派團體興起，其中集結了反對大公教會權威卻又有魅力的佈道者。這些團體基於他們自己的信仰和對福音書的實踐，而非大公教會的教義，嘗試恢復早期的基督教教會以及使徒的信仰。他們宣稱自己的教導是根源聖經，部分則是源自使徒的傳統。 他們包括位於亞美尼亞的保羅派、巴尔干半岛的波格米勒派、北意大利的阿諾德派、法國南部的彼得布吕派、瑞士和法國的亨利派以及位於法義邊界皮埃蒙特地區的瓦勒度派，他們都被暴力地鎮壓過。 其中保羅派信徒被作為異端施以火刑；波格米勒派信徒被逐出塞爾維亞，而後被交付宗教裁判所並遭受波士尼亞十字軍；布吕的彼得作為彼得布吕派的領袖在1131年被一名憤怒的暴民推入篝火中。 一些12世紀著名的傳道者堅信，個人有責任去發展自己和神的關係，且不必依賴既有的聖職人員。其中洛桑的亨利批評聖職體制以及強調教會的俗人改革，而獲得大批隨者。 然而洛桑的亨利專注於批評教士的腐敗和階級制度，並且沒有證據顯示他接受了卡特里派關於二元論的教導， 他後來也在1146年被逮捕並失去了蹤跡。 布雷西亞的阿諾德作為阿諾德派的領袖在1155年被處以絞刑後，他的屍體被焚毀並被投入台伯河中，一名編年史作者說這是「深怕人們會將其收集起來，並當作殉道者的骨灰來崇拜」。 彼得·瓦勒度的追隨者，瓦勒度派的信徒也同樣遭受了火刑及屠殺。
雖然這些反對派團體和卡特里派共享一些相似的特色，例如反教權主義以及拒絕接受聖禮，但除了保羅派和波格米勒派以外，他們並沒有接受卡特里派的二元論信仰，也沒有援引二元論作為他們的信條。 卡特里派可能源自於波格米勒派，一些學者認為他們是包含了自摩尼教延續來的傳統，但這種說法尚未被普遍接納。
12世紀時，瓦勒度派和卡特里派這樣有組織的異議團體開始在鄉鎮、城市以及新興的城市化地區出現。在當時歐洲都市化程度最高的地區之一，即西地中海的法國，卡特里派成為一個普及的公眾運動。 同時，卡特里派也傳播到其它地區，他們在1170年代的倫巴底就有一個維繫的社群。 卡特里派也被一些人認為是對教士腐敗且屬世的生活方式的反對，同時也被視作對教宗權威的不滿。 在1163年的科隆，共四男一女從法蘭德斯來的卡特里派信徒因為拒絕懺悔而被處以火刑。在當時，對異端處以火刑是相當不常見的，因為在此之前，火刑通常是貴族基於政治性的理由所下的命令，而不是像反對教士這類宗教性的理由，但經過這個事件後，火刑變得更加普遍。

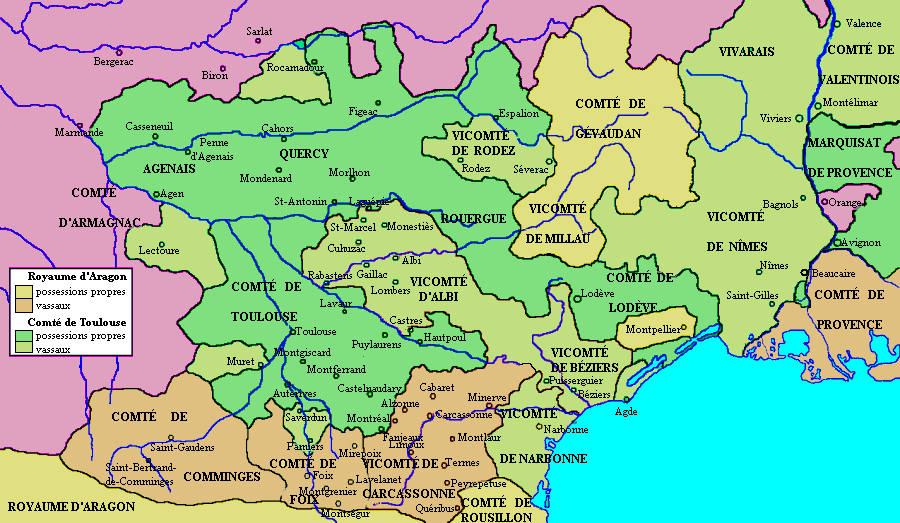
朗格多克的政治地圖

卡特里派仍舊繼續傳播，並在朗格多克取得了最大的成功。由於他們與城市阿爾比的關聯，也因為1176年宣告卡特里派為異端的教會會議在阿爾比附近召開的緣故，卡特里派又被稱作「阿爾比人」（Albigensian）。 1179年，第三次拉特朗公會議又重申了卡特里派為異端的指控。 朗格多克的政治和土地所有權是為當地的地主和繼承人瓜分，但是在十字軍發動以前，當地幾乎沒有什麼戰爭，且具有相對較完善的政體，而西地中海的法國在當時是由亞拉岡王權和土魯斯伯國所分治。
1198年，英諾森三世在當選教宗後，他決定要著手卡特里派的問題，並派出一批由教士組成的代表團到朗格多克去評估情勢。朗格多克當地的卡特里派信徒並沒有對法國國王和當地教會的權威展現出應有尊重，而且卡特里派的領袖仍被有力的貴族所保護，而這些貴族則明顯有從他們的國王獨立出來的傾向。 無奈之下，教宗英諾森三世因而轉向敦促法王腓力二世，或強迫土魯斯伯爵雷蒙六世處理異端的問題，或以軍事手段罷黜他。1204年，教宗英諾森三世給那些願意加入針對卡特里派發動戰爭的騎士祝福，並給予他們與前往聖地的十字軍相同的大赦（即第四次十字軍，在當時已經處於後期，但仍沒表現出要前往何處）。然而，腓力二世當時正與英王約翰交戰，且不願意再涉入在朗格多克無關的衝突中，因此該計畫便擱淺了。
這其中最有力的一名貴族，土魯斯伯爵雷蒙六世，他雖然沒有公開接納卡特里派信仰，但卻同情卡特里派以及他們的獨立運動。雷蒙六世拒絕協助教宗英諾森三世的代表團，因此在1207年5月被絕罰，他的領地也被處以禁止教務。 教宗英諾森三世嘗試以派出一些傳道者使卡特里派皈依的外交方式來處理這個情況，這些傳道者多數是來自熙篤會的修士。他們由教廷使節皮埃爾·德·卡斯泰爾諾負責，嘗試使人們回歸天主教信仰，但他們在大部分的情形下都被拒絕了。卡斯泰爾諾更是極不受到歡迎，甚至曾因擔心被謀殺而逃離該地區。1208年1月13日，雷蒙六世接見卡斯泰爾諾以期望獲得解決方式，但這個討論並不順利。雷蒙六世驅逐了卡斯泰爾諾，並以人身安全威脅他。 次日早晨，卡斯泰爾諾便被一名雷蒙六世的騎士所殺，而教宗英諾森三世宣稱他是由雷蒙六世下令處決的，圖德拉的威廉則完全將這次的謀殺歸咎「一個想要獲得伯爵認可的、心狠手辣的侍從」。
教宗英諾森三世宣布了對雷蒙六世的絕罰，並免除他所有封臣向他宣誓過的效忠。 然而，雷蒙六世很快地以試圖派遣使節至羅馬來與教會和解。在他們交換禮物並和解 ，對雷蒙六世的絕罰也被撤銷。在1209年的亞維儂會議上，雷蒙六世又因為沒有履行與教會和解的條件而再次被絕罰。此事之後，教宗英諾森三世便召集了討伐阿爾比的十字軍，因他認為一個沒有異端的歐洲才能抵禦穆斯林的侵犯，而該十字軍的時間點也與第五次和第六次前往聖地的十字軍重合。

## 軍事行動
教宗英諾森三世承諾將異端的土地分給參與討伐的法蘭西貴族。許多法蘭西北部的領主出兵參與討伐，成為十字軍的主力。戰爭從1209年持續到1229年──英諾森三世死後十三年才結束，長達20年（1209-1229）。卡特里派在戰爭中受到沉重打擊，大量卡特里派信徒被直接屠殺，或被送進異端裁判所被處死，殘餘勢力轉入地下，至14世紀末期，該派逐漸消失。

## 逸闻
有个著名的故事相传发生在这次十字军之中：有一位想要減少殺戮的将领向教廷欽差詢問：「如果异端跟一個正統的天主教信徒恰好是邻居，我怎么区分他们呢？」欽差说：“區分他們是天主的事，你只要把他們都送去見天主，這樣就行了。”